# Juegos Panamericanos de 2011
Los XVI Juegos Panamericanos se llevaron a cabo desde el 14 al 30 de octubre de 2011, en la ciudad mexicana de Guadalajara, Jalisco, siendo esta la tercera vez que dicho país organizó unos juegos panamericanos y la primera fuera de la Ciudad de México. Además, diversos eventos sirvieron como clasificación para los Juegos Olímpicos de Londres 2012.

## Organización

### Proceso de selección

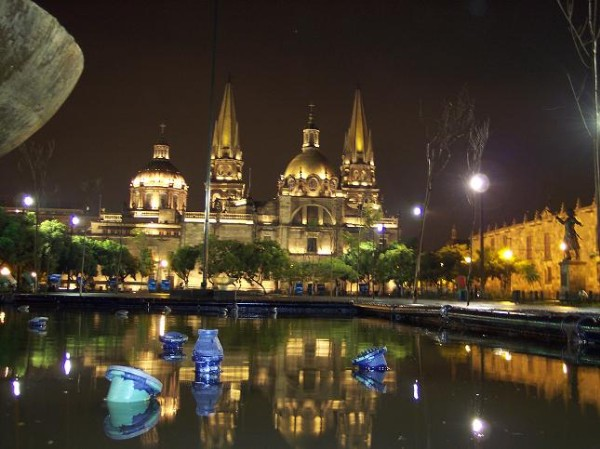
Guadalajara.

La Organización Deportiva Panamericana (ODEPA) eligió por unanimidad a Guadalajara durante la 44 Asamblea General de la Organización celebrada en Buenos Aires el 28 de mayo de 2006. La ciudad mexicana fue elegida por los 42 delegados de la organización.
Otras ciudades como San Antonio, Texas (que perdió con Río de Janeiro la sede de 2007), Mar del Plata en Argentina (que ya había sido sede del evento en el año 1995) y Cali en Colombia (que realizó los juegos en 1971) habían sido presentadas como posibles sedes, sin embargo, ninguna presentó su candidatura oficial para la Asamblea.
La capital tapatía buscaba la sede desde hace 10 años, pero en 2003 perdió ante Santo Domingo, y en la siguiente contienda retiró su candidatura, por lo cual Río de Janeiro se quedó con la organización de los Panamericanos de 2007.

### Comité organizador
El 5 de agosto del 2007 fue publicado por el Ayuntamiento de Guadalajara, el decreto de creación del Organismo Público Descentralizado de la Administración Pública Municipal de Guadalajara, denominado “Comité Organizador de los XVI Juegos Panamericanos “Guadalajara 2011” (COPAG 2011). Dicha institución está conformada por una Junta de Gobierno y el director general.

### Presupuesto, beneficios, y turismo
El gobierno federal mexicano aportó 183 millones de dólares para la organización del evento. Sin embargo, para febrero de 2011, miembros del Comité Organizador aseguraron que el presupuesto había aumentado un 200%, y estimaron que el costo total rondaría los 750 millones de dólares. Por otro lado, también se estimaba que la infraestructura que dejaría la competencia era de unos 228 millones de dólares. Los cálculos preliminares de la Secretaría de Promoción Económica de Jalisco, en cuanto a la captación económica que dejaría los Juegos Panamericanos al Estado, rondaban los 335.9 millones de dólares; además, el secretario de Turismo del estado de Jalisco, Aurelio López, estimó que Guadalajara esperaba la llegada de más de 1 millón de turistas nacionales e internacionales con motivo de los Juegos Panamericanos.
En abril, el comité organizador de los juegos se había hecho con más de 50 000 000 dólares, por los ingresos en derechos de televisión y patrocinadores, superando a los anteriores juegos en Río de Janeiro. El comité organizador había apuntado para un ingreso de alrededor de USD 70 millones para el final de los Juegos. El comité organizador también estimó vender cerca de un millón de entradas para los eventos deportivos, que salieron a la venta el 13 de mayo de 2011.

### Infraestructura
Inspirado en los Juegos de 2003 en Santo Domingo, Guadalajara utiliza los Juegos como una manera efectiva para construir infraestructura deportiva a futuro, de acuerdo con Ivar Sisniega, gracias a las relaciones internacionales y el director deportivo de los juegos que colaboraron con la infraestructura. Guadalajara es un área metropolitana de cinco millones de personas y es un destino para los viajeros culturales y de negocios, siendo una de las principales ciudades de México.
Horacio de la Vega, director de marketing de Guadalajara 2011, citó a los Juegos Olímpicos de Barcelona 1992, como la inspiración para mejoras de infraestructura. «Barcelona no fue el Barcelona antes de llegar a los Juegos Olímpicos. En un sentido más modesto, estamos haciendo lo mismo en Guadalajara», dijo.
La ciudad planea construir un nuevo centro de convenciones y llevar a cabo mejoras en la ciudad. Luego surgieron planes adicionales que pidieron mejoras en el transporte, un teatro de artes escénicas (Auditorio Telmex) y una nueva biblioteca pública. Guadalajara aumentó a 5000 el número de habitaciones de hotel disponibles para los juegos.
En junio de 2011, cuatro meses antes de los juegos, Carlos Andrade afirmó que no hay preocupaciones de construcción. Dijo que los 23 estadios que se están construyendo estarían listos para el inicio de los juegos.

### Relevo de la antorcha panamericana

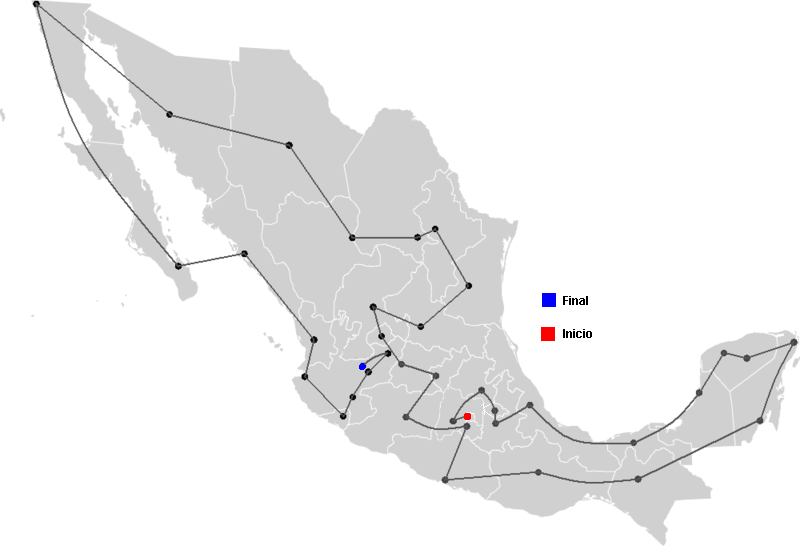
Mapa del Recorrido.

La ceremonia del encendido del Fuego Panamericano, o Antorcha de los XVI Juegos Panamericanos, inició el día 26 de agosto en la zona arqueológica de Teotihuacán, y a partir de ahí, recorrió diferentes ciudades del territorio mexicano hasta arribar a Guadalajara el 14 de octubre, día de la inauguración de los juegos.
El tema de la antorcha se inspira en la planta de agave, y aparenta la forma de sus hojas, en color verde con tonos azul y blanco metálico. Mide 70 cm de altura y tiene un peso de 1.5 kg, que incluye el cartucho con gas que dura 12 minutos.

### Mascotas
Las tres mascotas de los Juegos Panamericanos fueron presentadas el 14 de diciembre de 2010, por el gobernador del estado de Jalisco, Emilio González Márquez, y son las siguientes:
- Gavo: Un agave azul originario de Tequila. Gusta de pasear en bicicleta, principalmente en la montaña, además del atletismo, el canotaje, el fútbol y el cuidado del medio ambiente.
- Leo: Un león, que representa al Escudo de Guadalajara. Es voluntario de los Juegos Panamericanos. Además, colecciona medallas de oro y tiene la vocación de ayudar a las personas con capacidades especiales.
- Huichi: Una venadita originaria de Tapalpa, que practica la danza folclórica, la gimnasia artística, el taekwondo y el ecuestre. Es aficionada a la lectura, y disfruta la jericalla. También representa al pueblo huichol.[16] Además es mujer, para representar la igualdad entre hombres y mujeres en cualquier deporte que se practique.

### Tema oficial
La canción El mismo Sol fue el tema oficial de los Juegos Panamericanos de Guadalajara. Fue escrita por el cantautor peruano Gian Marco, producida por el chileno Humberto Gatica en la ciudad de Los Ángeles, e interpretada por el cantante mexicano Alejandro Fernández.

### Sedes

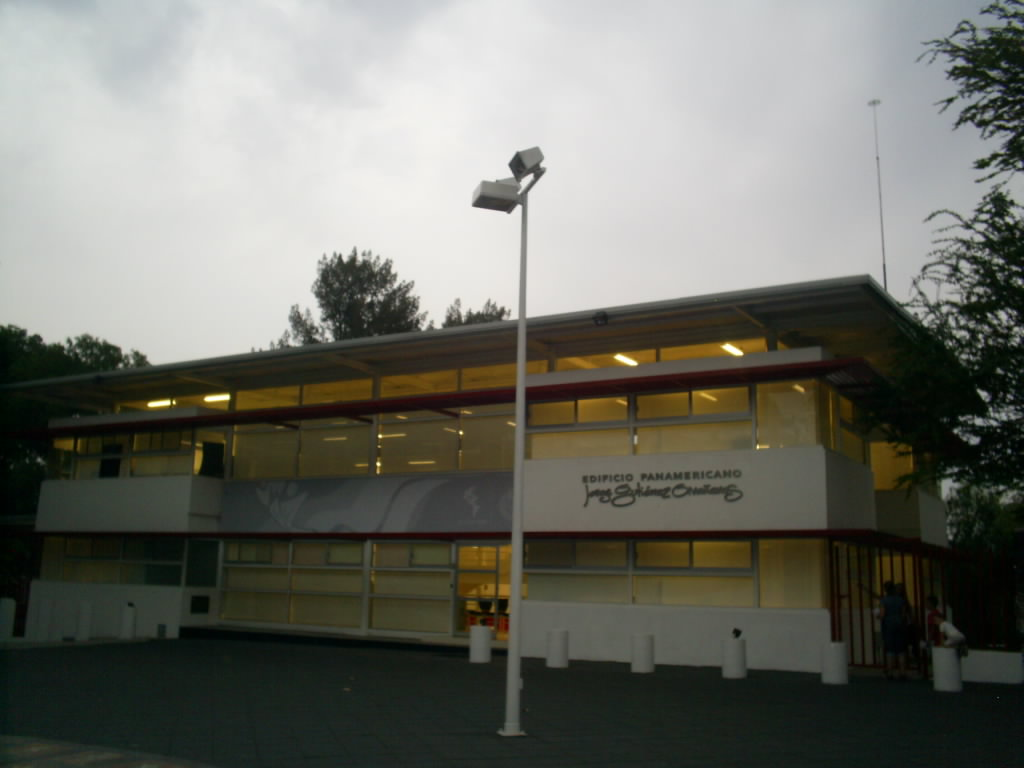
Edificio Panamericano.

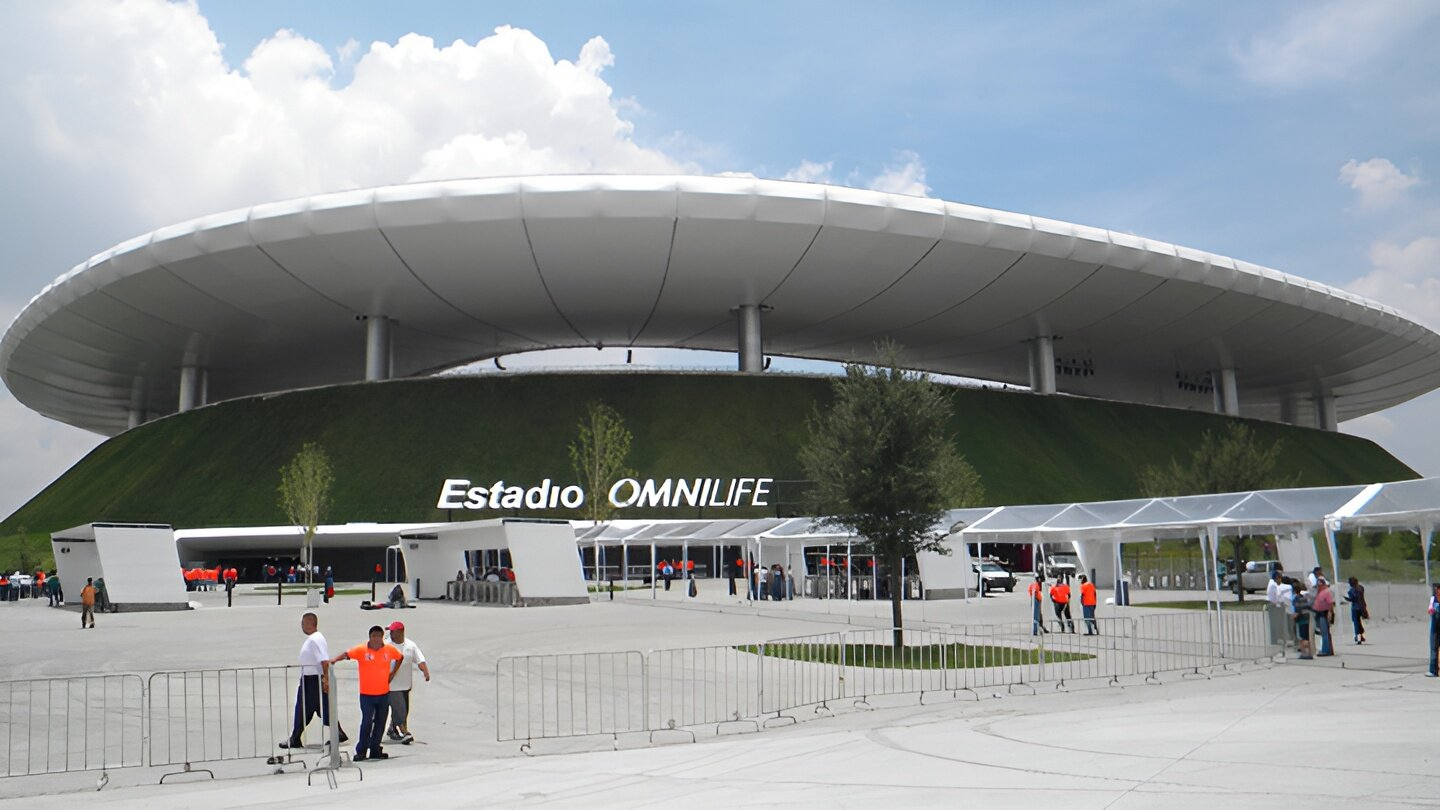
Vista del Estadio Omnilife.

Para la celebración de los distintos deportes, los organizadores eligieron diversas instalaciones deportivas distribuidas en
la Zona Metropolitana de Guadalajara, así como en otros municipios del estado de Jalisco:
Estadio Olímpico
- Estadio Omnilife: Ceremonias de apertura y clausura, fútbol

Unidad Deportiva RevoluciónComplejo deportivo ubicado al noroeste de la ciudad, colinda con el Bosque de los Colomos, un importante parque y punto recreativo de la ciudad. En este lugar se encontraban las siguientes sedes:
- Complejo Panamericano de Frontón: Frontón.
- Complejo Panamericano de Pelota Vasca: Pelota vasca
- Estadio Panamericano de Hockey: Hockey sobre césped
- Estadio Panamericano de Tiro con Arco: Tiro con arco
- Gimnasio de usos múltiples: Bádminton y Esgrima
- Patinódromo Panamericano: Patinaje

Parque San RafaelParque público ubicado al oriente de la ciudad, albergó tres sedes:
- Complejo de Balonmano: balonmano y taekwondo.
- Gimnasio San Rafael
- Pista BMX: Ciclismo

CODE Alcalde
- Domo del CODE : Baloncesto y Tenis de Mesa
- Complejo de Squash: Squash

CODE Paradero
- Foro de halterofilia: Halterofilia
- Velódromo Panamericano: Ciclismo de pista
- Polígono Panamericano de Tiro: Tiro deportivo

Parque Metropolitano
- Centro Acuático Scotiabank: Clavados, natación sincronizada, natación y waterpolo

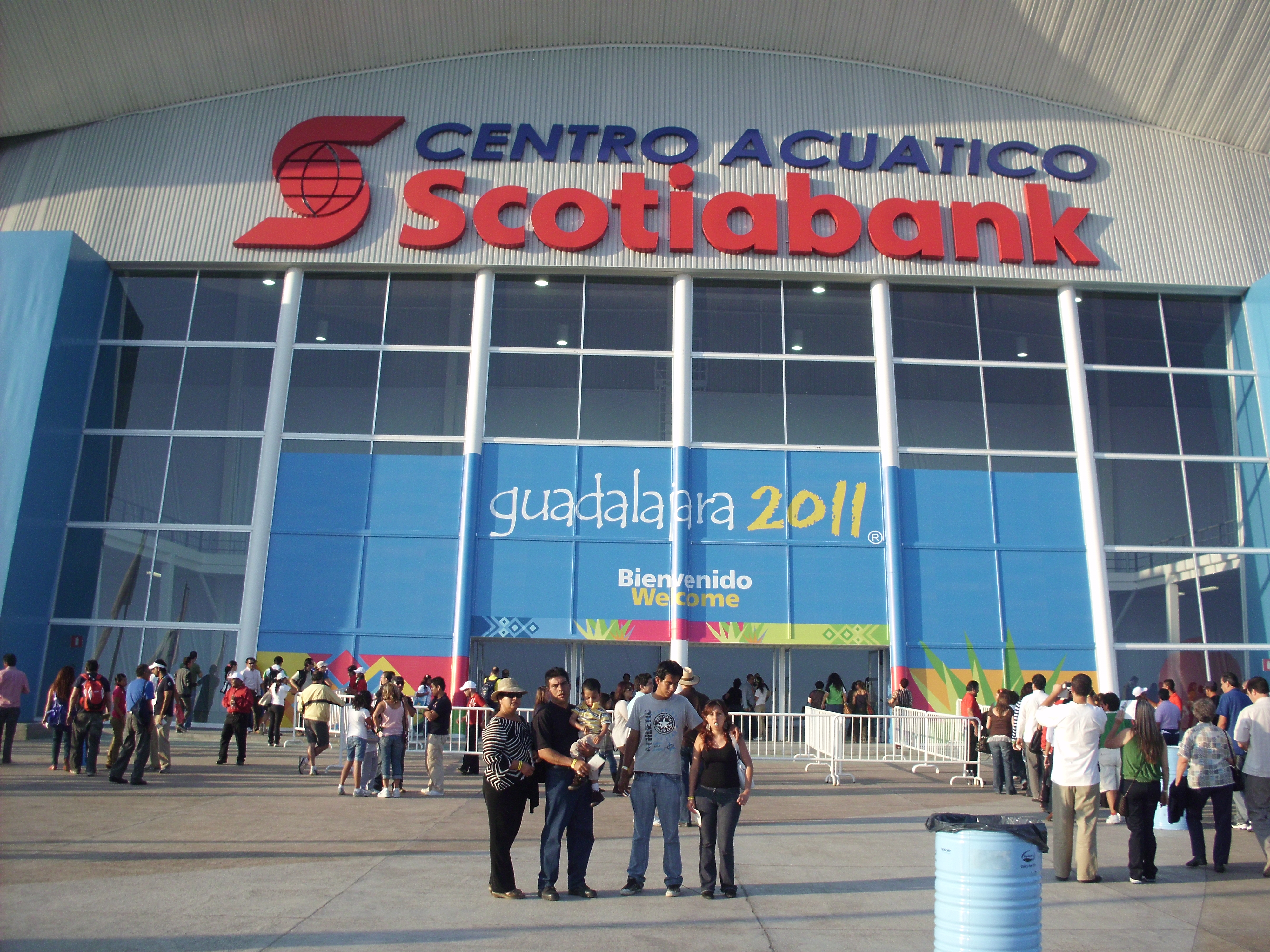
Centroacuatico

- Complejo Telcel de Tenis: Tenis

Unidad Deportiva Adolfo López Mateos
- Estadio Nissan de Gimnasia: Gimnasia rítmica, artística y con trampolín
- Estadio Panamericano de Softbol: Softbol

Unidad Deportiva Ávila CamachoComplejo deportivo ubicado al noroeste de la ciudad en los límites con el municipio de Zapopan, solo albergó una sede:
- Complejo Panamericano de Voleibol: Voleibol

CODE II
- Gimnasio del CODE II: Taekwondo, Judo y Lucha

Otras sedes
- Estadio Telmex de Atletismo: atletismo.
- CODE San Nicolás: Ciclismo BMX
- Guadalajara Country Club: Equitación
- Club Hípica Guadalajara:
- Bolerama Tapatío: Bowling
- Club de Golf Santa Sofía: Golf
- Club Cinegético Jalisciense:
- Guadalajara Circuito y Ruta: atletismo y ciclismo en ruta.
- Estadio Tlaquepaque: Rugby

#### Sedes de no competición
- Aeropuerto Internacional de Guadalajara
- Centro Internacional de Radio y Televisión (IBC)
- Centro Principal de Prensa (MPC)
- Centro de Operaciones Tecnológicas (TOC)

#### Sub sedes
Temporales
- Puerto Vallarta, Circuito de Triatlón: triatlón y natación en aguas abiertas.
- Puerto Vallarta, estadio móvil de Voleibol de Playa: voleibol de playa.
- Vallarta Yacht Club Nuevo Vallarta Nayarit: vela.
- Tapalpa Circuito de Montaña: ciclismo de montaña.
- Ciudad Guzmán: remo y canotaje.
- Lagos de Moreno: béisbol

#### Villa panamericana
Originalmente, la construcción de la Villa panamericana se tenía contemplada en la zona central de la ciudad, específicamente en el Parque Morelos, sin embargo, en septiembre de 2009 se canceló este proyecto, por lo que se presentaron otras opciones como la Barranca de Huentitán, la zona del Bajío ubicada junto al Estadio Omnilife e incluso en el municipio de El Arenal. Finalmente se anunció que su construcción sería en la zona de El Bajío.

### Embajadores
Para la difusión de la justa deportiva, el Comité Organizador nombró a las siguientes personalidades como embajadores:
| Embajador           | Actividad                          |
| ------------------- | ---------------------------------- |
| Lorena Ochoa        | Golfista (retirada por unos meses) |
| Sergio Pérez        | Piloto de automovilismo            |
| Saúl Álvarez        | Boxeador                           |
| Belanova            | Conjunto musical                   |
| Banda El Recodo     | Conjunto musical                   |
| Luis Ernesto Michel | Futbolista                         |
| Galilea Montijo     | Presentadora/Actriz                |
| Antonio Leaño Reyes | Rector UAG                         |
| Fernando Quirarte   | Exfutbolista                       |
| Antonio Aldrete     | Empresario                         |
| César Coll          | Promotor de los Juegos             |
| Fernando Platas     | Ex clavadista                      |
| Ximena Navarrete    | Miss Universo 2010                 |
| Ana Guevara         | Exatleta                           |
| Juan René Serrano   | Arquero                            |
| Javier Hernández    | Futbolista                         |
| Jorge Lozano        | Extenista                          |

También, como nueva modalidad en la elección de embajadores, el programa televisivo "Hoy" de Televisa fue designado para promocionar el evento.

### Actividades culturales
La organización diseñó un programa cultural que se desarrolló durante los juegos. Eran "tres ejes" en los cuales se ejecutaron las actividades: en el Teatro de los Pueblos de la Villa Panamericana; un corredor multicultural ubicado en el camellón de la Avenida Chapultepec; y en tercer lugar, la oferta que la ciudad misma preparó para los visitantes, como actividades en centros comerciales u organizadas por diversas instituciones públicas y privadas.

### Transporte

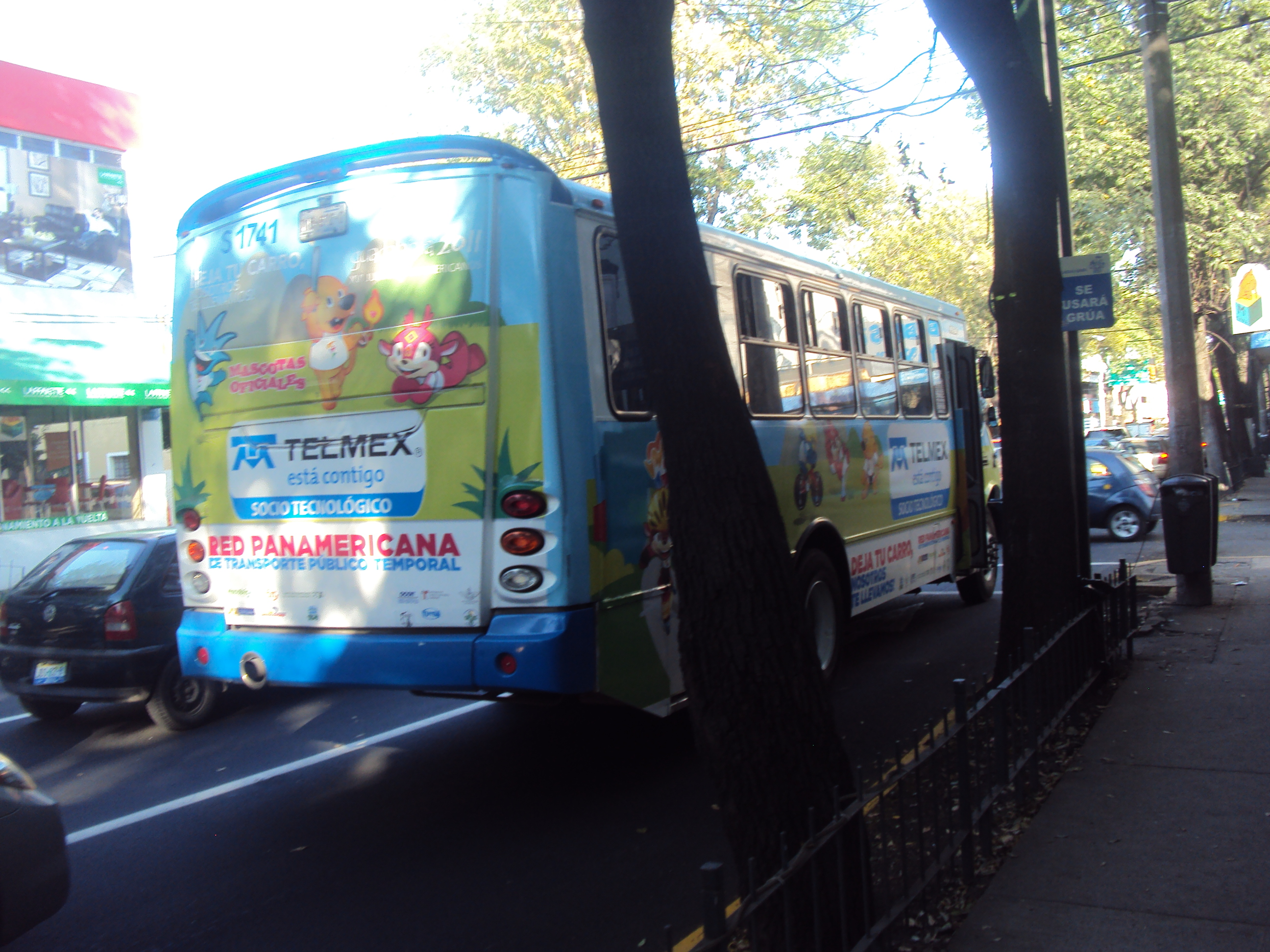
Autobús de la Red Panamericana de Transporte Público Temporal.

Guadalajara cuenta con los siguientes servicios:
- Dos líneas de tren ligero con planes de extender a tres el número de líneas del tren ligero tapatío.
- Un sistema de transporte articulado (BRT).
- Un aeropuerto internacional de gran capacidad.
- Renta de autos.
- Numerosos sistemas de taxi.

Guadalajara dispuso durante la realización de los juegos, carriles preferenciales para uso de los vehículos oficiales. El llamado "Carril Panamericano" consta de 190 kilómetros de longitud que conectaron a todas las sedes deportivas instaladas en la Zona Metropolitana de Guadalajara, este a su vez se divide en dos, el carril exclusivo que consta de 120 kilómetros y el preferencial de 70 kilómetros, ambos fueron decorados con formas y colores relativos al evento.
Además, en la ciudad de Lagos de Moreno, subsede panamericana, donde se construyó el estadio de béisbol, cuenta con un aeropuerto. También Puerto Vallarta, subsede panamericana en voleibol de playa, triatlón y aguas abiertas, cuenta con un aeropuerto internacional.

## Los juegos

### Ceremonia de inauguración

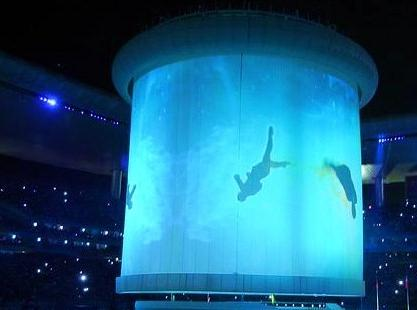
Ceremonia de inauguración.

La ceremonia de inauguración tuvo lugar en el Estadio Omnilife de Guadalajara. Las personalidades que hicieron uso de la palabra fueron el presidente de la ODEPA, Mario Vázquez Raña, el gobernador del estado de Jalisco, Emilio González Márquez, y el presidente de la República, Felipe Calderón Hinojosa que dio por inaugurada la justa deportiva.
En el palco principal del estadio estuvo como invitado Jacques Rogge, presidente del Comité Olímpico Internacional, quien se colocó a un lado del Presidente de la República.
El programa musical incluyó a los artistas Vicente Fernández, quien cantó el Himno Nacional Mexicano; Alejandro Fernández, intérprete del tema oficial; además de Maná, Lila Downs, Eugenia León, Juanes, Mariachi Vargas de Tecalitlán;  y Nortec.
El encendido del pebetero estuvo a cargo de la clavadista Paola Espinosa, quien fue precedida por Enriqueta Basilio, Alberto Valdés Ramos y María del Rosario Espinoza.
La ceremonia en los Panamericanos tuvo una duración de dos horas, y fue dividida en tres segmentos con diferentes coreografías, en las que se hizo "un recorrido por el pasado, el presente y el futuro de Jalisco y la nación mexicana".

## Países participantes

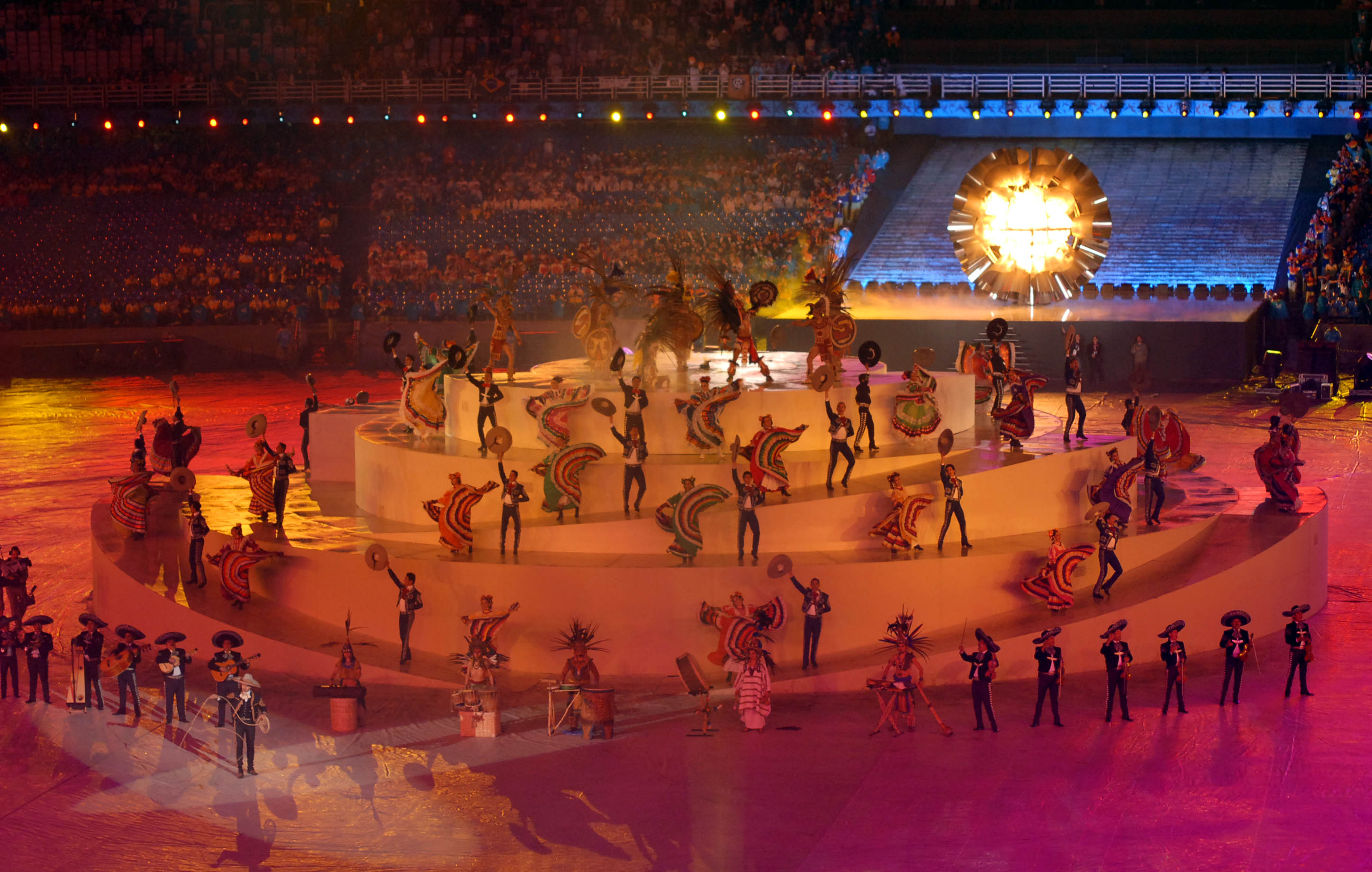
Anuncio de Guadalajara 2011 en la clausura de Río de Janeiro 2007.

A continuación, los países participantes junto al código COI de cada uno:
| - Antigua y Barbuda (ANT) - Antillas Neerlandesas (AHO) - Argentina (ARG) - Aruba (ARU) - Bahamas (BAH) - Barbados (BAR) - Belice (BIZ) - Bermudas (BER) - Bolivia (BOL) - Brasil (BRA) - Canadá (CAN) - Chile (CHI) - Colombia (COL) - Costa Rica (CRC) | - Cuba (CUB) - Dominica (DMA) - Ecuador (ECU) - El Salvador (ESA) - Estados Unidos (USA) - Granada (GRN) - Guatemala (GUA) - Guyana (GUY) - Haití (HAI) - Honduras (HON) - Islas Caimán (CAY) - Islas Vírgenes Británicas (IVB) - Islas Vírgenes de los Estados Unidos (ISV) - Jamaica (JAM) | - México (MEX) - Nicaragua (NCA) - Panamá (PAN) - Paraguay (PAR) - Perú (PER) - Puerto Rico (PUR) - República Dominicana (DOM) - San Cristóbal y Nieves (SKN) - San Vicente y las Granadinas (VIN) - Santa Lucía (LCA) - Surinam (SUR) - Trinidad y Tobago (TRI) - Uruguay (URU) - Venezuela (VEN) |

Para Antillas Neerlandesas era su última participación en Juegos Panamericanos al haberse disuelto como nación el año 2010. La ODEPA permitió a la delegación competir bajo la bandera del organismo.

## Deportes
Deportes y resultados de los Juegos Panamericanos de 2011:
| - Atletismo - Bádminton - Baloncesto - Balonmano - Béisbol - Boliche - Boxeo - Canotaje - Ciclismo - Ciclismo BMX - Ciclismo de montaña - Ciclismo en pista - Ciclismo en ruta - Deportes acuáticos - Clavados - Nado sincronizado - Natación - Natación en aguas abiertas - Waterpolo | - Equitación - Esgrima - Esquí acuático - Fútbol - Gimnasia - Gimnasia acrobática - Gimnasia artística - Gimnasia rítmica - Hockey - Judo - Karate - Levantamiento de pesas - Lucha - Patinaje - Pelota vasca - Pentatlón moderno - Raquetbol - Remo - Rugby 7 | - Sóftbol - Squash - Taekwondo - Tenis - Tenis de mesa - Tiro deportivo - Tiro con arco - Triatlón - Vela - Voleibol - Voleibol de playa |

### Calendario
En la siguiente tabla aparecen descritas todas las disciplinas deportivas disputadas en los Juegos Panamericanos de 2011 por día. Las celdas en azul corresponden a los días en que dicha disciplina fue disputada y las celdas en amarillo corresponden a las fechas en que se disputaron finales de eventos de esa disciplina, y el número indica la cantidad de finales disputadas en esa fecha.
|                            |                            | V 14 | S 15 | D 16 | L 17 | M 18 | M 19 | J 20 | V 21 | S 22 | D 23 | L 24 | M 25 | M 26 | J 27 | V 28 | S 29 | D 30 | T   |
| -------------------------- | -------------------------- | ---- | ---- | ---- | ---- | ---- | ---- | ---- | ---- | ---- | ---- | ---- | ---- | ---- | ---- | ---- | ---- | ---- | --- |
| Ceremonias                 | Ceremonias                 | A    |      |      |      |      |      |      |      |      |      |      |      |      |      |      |      | C    |     |
| Atletismo                  | Atletismo                  |      |      |      |      |      |      |      |      |      | 3    | 5    | 6    | 9    | 10   | 12   | 1    | 1    | 47  |
| Bádminton                  | Bádminton                  |      |      |      |      |      | 2    | 3    |      |      |      |      |      |      |      |      |      |      | 5   |
| Baloncesto                 | Baloncesto                 |      |      |      |      |      |      |      |      |      |      |      | 1    |      |      |      |      | 1    | 2   |
| Balonmano                  | Balonmano                  |      |      |      |      |      |      |      |      |      | 1    | 1    |      |      |      |      |      |      | 2   |
| Béisbol                    | Béisbol                    |      |      |      |      |      |      |      |      |      |      |      | 1    |      |      |      |      |      | 1   |
| Boliche                    | Boliche                    |      |      |      |      |      |      |      |      |      |      |      | 2    |      | 2    |      |      |      | 4   |
| Boxeo                      | Boxeo                      |      |      |      |      |      |      |      |      |      |      |      |      |      |      | 6    | 7    |      | 13  |
| Canotaje                   | Canotaje                   |      |      |      |      |      |      |      |      |      |      |      |      | 1    | 1    | 6    | 4    |      | 12  |
| Ciclismo BMX               | Ciclismo BMX               |      |      |      |      |      |      |      | 2    |      |      |      |      |      |      |      |      |      | 2   |
| Ciclismo de montaña        | Ciclismo de montaña        |      | 2    |      |      |      |      |      |      |      |      |      |      |      |      |      |      |      | 2   |
| Ciclismo en pista          | Ciclismo en pista          |      |      |      | 2    | 3    | 2    | 3    |      |      |      |      |      |      |      |      |      |      | 10  |
| Ciclismo en ruta           | Ciclismo en ruta           |      |      | 2    |      |      |      |      |      | 2    |      |      |      |      |      |      |      |      | 4   |
| Clavados                   | Clavados                   |      |      |      |      |      |      |      |      |      |      |      |      | 2    | 2    | 2    | 2    |      | 8   |
| Equitación                 | Equitación                 |      |      | 1    |      |      | 1    |      |      |      | 2    |      |      |      | 1    |      | 1    |      | 6   |
| Esgrima                    | Esgrima                    |      |      |      |      |      |      |      |      |      |      | 2    | 2    | 2    | 2    | 2    | 2    |      | 12  |
| Esquí acuático             | Esquí acuático             |      |      |      |      |      |      |      |      | 3    | 6    |      |      |      |      |      |      |      | 9   |
| Fútbol                     | Fútbol                     |      |      |      |      |      |      |      |      |      |      |      |      |      | 1    | 1    |      |      | 2   |
| Gimnasia acrobática        | Gimnasia acrobática        |      |      |      |      | 2    |      |      |      |      |      |      |      |      |      |      |      |      | 2   |
| Gimnasia artística         | Gimnasia artística         |      |      |      |      |      |      |      |      |      |      | 1    | 1    | 2    | 5    | 5    |      |      | 14  |
| Gimnasia rítmica           | Gimnasia rítmica           |      | 1    | 1    | 3    | 3    |      |      |      |      |      |      |      |      |      |      |      |      | 8   |
| Hockey                     | Hockey                     |      |      |      |      |      |      |      |      |      |      |      |      |      |      | 1    | 1    |      | 2   |
| Judo                       | Judo                       |      |      |      |      |      |      |      |      |      |      |      |      | 3    | 4    | 4    | 3    |      | 14  |
| Karate                     | Karate                     |      |      |      |      |      |      |      |      |      |      |      |      |      | 2    | 4    | 4    |      | 10  |
| Levantamiento de pesas     | Levantamiento de pesas     |      |      |      |      |      |      |      |      |      | 3    | 3    | 3    | 3    | 3    |      |      |      | 15  |
| Lucha                      | Lucha                      |      |      |      |      |      |      | 4    | 3    | 4    | 4    | 3    |      |      |      |      |      |      | 18  |
| Nado sincronizado          | Nado sincronizado          |      |      |      |      |      |      | 1    | 1    |      |      |      |      |      |      |      |      |      | 2   |
| Natación                   | Natación                   |      | 5    | 5    | 4    | 5    | 5    | 4    | 4    |      |      |      |      |      |      |      |      |      | 32  |
| Natación en aguas abiertas | Natación en aguas abiertas |      |      |      |      |      |      |      |      | 2    |      |      |      |      |      |      |      |      | 2   |
| Patinaje                   | Patinaje                   |      |      |      |      |      |      |      |      |      |      |      |      | 2    | 4    |      |      |      | 6   |
| Patinaje Artístico         | Patinaje Artístico         |      |      |      |      |      |      |      |      |      |      | 2    |      |      |      |      |      |      | 2   |
| Pelota vasca               | Pelota vasca               |      |      |      |      |      |      |      |      |      |      |      |      | 4    | 6    |      |      |      | 10  |
| Pentatlón moderno          | Pentatlón moderno          |      | 1    | 1    |      |      |      |      |      |      |      |      |      |      |      |      |      |      | 2   |
| Polo acuático              | Polo acuático              |      |      |      |      |      |      |      |      |      |      |      |      |      |      | 1    | 1    |      | 2   |
| Raquetbol                  | Raquetbol                  |      |      |      |      |      |      |      |      | 4    |      |      | 2    |      |      |      |      |      | 6   |
| Remo                       | Remo                       |      |      |      | 4    | 5    | 5    |      |      |      |      |      |      |      |      |      |      |      | 14  |
| Rugby                      | Rugby                      |      |      |      |      |      |      |      |      |      |      |      |      |      |      |      |      | 1    | 1   |
| Sóftbol                    | Sóftbol                    |      |      |      |      |      |      |      |      |      | 1    |      |      |      |      |      |      |      | 1   |
| Squash                     | Squash                     |      |      |      | 4    |      |      |      | 2    |      |      |      |      |      |      |      |      |      | 6   |
| Taekwondo                  | Taekwondo                  |      | 2    | 2    | 2    | 2    |      |      |      |      |      |      |      |      |      |      |      |      | 8   |
| Tenis                      | Tenis                      |      |      |      |      |      |      |      | 3    | 2    |      |      |      |      |      |      |      |      | 5   |
| Tenis de mesa              | Tenis de mesa              |      |      |      | 2    |      |      | 2    |      |      |      |      |      |      |      |      |      |      | 4   |
| Tiro deportivo             | Tiro deportivo             |      |      | 2    | 2    | 2    | 3    | 1    | 2    | 3    |      |      |      |      |      |      |      |      | 15  |
| Tiro con arco              | Tiro con arco              |      |      |      |      |      |      |      | 2    | 2    |      |      |      |      |      |      |      |      | 4   |
| Triatlón                   | Triatlón                   |      |      |      |      |      |      |      |      |      | 2    |      |      |      |      |      |      |      | 2   |
| Vela                       | Vela                       |      |      |      |      |      |      |      |      |      | 9    |      |      |      |      |      |      |      | 9   |
| Voleibol                   | Voleibol                   |      |      |      |      |      |      | 1    |      |      |      |      |      |      |      |      | 1    |      | 2   |
| Voleibol de playa          | Voleibol de playa          |      |      |      |      |      |      |      | 1    | 1    |      |      |      |      |      |      |      |      | 2   |
| Total                      | Total                      |      | 11   | 14   | 24   | 21   | 18   | 19   | 20   | 23   | 31   | 17   | 18   | 28   | 43   | 44   | 27   | 3    | 361 |
|                            |                            | V 14 | S 15 | D 16 | L 17 | M 18 | M 19 | J 20 | V 21 | S 22 | D 23 | L 24 | M 25 | M 26 | J 27 | V 28 | S 29 | D 30 | T   |

## Medallero
País organizador
| Núm. | País                       | Oro | Plata | Bronce | Total |
| ---- | -------------------------- | --- | ----- | ------ | ----- |
| 1    | Estados Unidos (USA)       | 92  | 79    | 65     | 236   |
| 2    | Cuba (CUB)                 | 58  | 35    | 43     | 136   |
| 3    | Brasil (BRA)               | 48  | 35    | 58     | 141   |
| 4    | México (MEX)               | 42  | 41    | 50     | 133   |
| 5    | Canadá (CAN)               | 30  | 40    | 49     | 119   |
| 6    | Colombia (COL)             | 24  | 25    | 35     | 84    |
| 7    | Argentina (ARG)            | 21  | 19    | 35     | 75    |
| 8    | Venezuela (VEN)            | 12  | 27    | 33     | 72    |
| 9    | República Dominicana (DOM) | 7   | 9     | 17     | 33    |
| 10   | Ecuador (ECU)              | 7   | 8     | 9      | 24    |

Multimedallistas
El nadador brasileño Thiago Pereira fue el atleta con más medallas en los juegos: logró seis de oro, una de plata y una de bronce. En segunda posición se ubicó la nadadora estadounidense Elizabeth Pelton (4-1-0); y en tercera posición César Cielo y Amanda Kendall (4-0-0).
Las medallas fueron elaboradas en la Casa de Moneda de México, pero algunas de ellas sufrieron decoloración tras ser entregadas, principalmente las de bronce. La institución encargada reconoció la falla y prometió su restitución.

## Ceremonia de clausura
La cantante Ely Guerra abrió la ceremonia de clausura con la entonación del Himno Nacional Mexicano. Posteriormente ingresó un breve desfile de atletas de cada país portando su respectivo pabellón nacional, a quienes siguieron el resto de deportistas; se realizó la ceremonia de premiación de la maratón masculina. El gobernador de Jalisco, Emilio González Márquez intervino con un discurso antes de que Mario Vázquez Raña, presidente de ODEPA,  declarara clausurados los juegos y traspasara la bandera panamericana a Rob Ford, alcalde de Toronto, Canadá, ciudad que albergará la justa deportiva en el 2015. Una vez apagada la llama de los juegos, el espectáculo continuó con la presentación de los artistas Camila, The Wailers, Diego Torres y Ricky Martin.